# Doãn Huề
Đây là một tên người Triều Tiên, họ là Yun.
Doãn Huề (hangul:윤휴, hanja:尹鑴, 14 tháng 10 năm 1617 - 20 tháng 5 năm 1680) là một nhà Nho, học giả, nhà giáo dục, nhà thơ, đại thần nhà Triều Tiên, thành viên trụ cột của đảng Nam Nhân. Ông có hiệu là Bạch Hồ (백호 白湖 Baekho), Hạ Hiên (하헌 夏軒 Haheon), tự là Đấu Khôi (斗魁 Du'goe), Hy Trọng (希仲 Huijung). Ông đứng đầu phái Nam Nhân và đối thủ của Tống Thì Liệt trong hai cuộc tranh cãi về việc tang lễ cho vua Hiếu Tông và hoàng hậu của vị vua này. Năm 1680, vua Túc Tông ép Yun Hyu tự vẫn.

## Sách
- Bạch Hồ Toàn Thư(백호전서, 白湖全書)
- Bạch Hồ Độc Thư ký(백호독서기, 白湖讀書記)
- Chu Lễ Thuyết(주례설, 周禮說)
- Hồng Phạm Thuyết(홍범설, 洪範說)
- Trung Dung Đại Học Hậu Thuyết(중용대학후설, 中庸大學後說)
- Trung Dung Thuyết(중용설, 中庸說)
- Bạch Hồ Tập(백호집, 白湖集)